# Stadio Angelo Massimino
Stadio Angelo Massimino (w latach 1937–2002 Stadio Cibali) – wielofunkcyjny stadion (piłkarsko-lekkoatletyczny) w Katanii (w dzielnicy Cibali) we Włoszech, wybudowany 1935–1937 i otwarty 28 listopada 1937 ligowym meczem Serie C Catanii z Foggią (1:0). Od tego dnia – domowy obiekt Calcio Catania. Aktualnie pojemność jego trybun wynosi 20 016 miejsc. W 1997 r. był główną areną 19. Letniej Uniwersjady (przeprowadzono tam zawody lekkoatletyczne). 20 czerwca 2002 został nazwany na cześć byłego prezesa Catanii Calcio – Angelo Massimino, który z przerwami sprawował tę funkcję w latach 1969–1996.
27 czerwca 1981 swój pierwszy mecz międzypaństwowy rozegrała na nim piłkarska reprezentacja Polski kobiet, ulegając Włoszkom 3:0. Dwukrotnie gościł również męską reprezentację Włoch w piłce nożnej (28 stycznia 1998 – wygrana 3:0 ze Słowacją i 13 lutego 2002 – zwycięstwo 1:0 nad Stanami Zjednoczonymi).